# つかまるのはごめん (1943年の映画)
『つかまるのはごめん』（原題：Dumb Hounded）は、アメリカ合衆国の映画会社メトロ・ゴールドウィン・メイヤー（MGM）に所属していたアニメーターのテックス・アヴェリーによる作品のひとつ。

## スタッフ
- 監督 - テックス・アヴェリー
- 製作 - フレッド・クインビー（初公開版のみクレジット無し）
- 脚本 - リッチ・ホーガン（クレジット無し）
- キャラクターデザイン - クロード・スミス（クレジット無し）
- 原画（全員クレジット無し） - レイ・エイブラムス、プレストン・ブレア、エド・ラブ、アーヴン・スペンス
- レイアウト - バーナード・ウルフ（クレジット無し）
- 背景 - ジョン・ディドレック・ジョンセン（クレジット無し）
- 編集 - フレッド・マックアルピン（クレジット無し）
- 音楽 - スコット・ブラッドリー（クレジット無し）
- 制作 - メトロ・ゴールドウィン・メイヤー・カートゥーン・スタジオ（英語版）
- 配給 - メトロ・ゴールドウィン・メイヤー

## 内容
刑務所を脱獄したオオカミ（ド・ギャング）をドルーピーら警察犬が追いかける。オオカミは全米各地から北極点、大都会とあちらこちらへ逃げ回るがことごとくドルーピーに発見されてしまう。最後はニューヨークにある高層ビルから自殺すると見せかけて着地し、脱出しようとするがドルーピーがビルの上から落とした大きな石に潰され御用となる。
オオカミを捕まえた褒美として賞金をもらったドルーピーは、普段の態度から一転して喜んで大はしゃぎするのであった。
この作品はドルーピーのデビュー作である。

## 登場するキャラクター
ドルーピー
声 - ビル・トンプソン
今回は警察犬役。後の作品と図柄がかなり異なっており、あごが垂れていて地面に擦れる程である。
オオカミ（ド・ギャング）
声 - フランク・グラハム
刑務所から脱獄。ビルの頂上から北極点まですばしっこく逃げ回るが、ドルーピーの敵ではなかった。

## 日本でのTV放映
TBS系『トムとジェリー』の短編に挟まれ、「真ん中の作品」として放映されていた。

## 収録ソフト
- トムとジェリー ドルーピーといっしょ VOL.1（VHS）
- 迷探偵ドルーピーの大追跡 編（DVD）
- トムとジェリー VOL.1 特典映像（DVD）